# Setostylus bispinosus
Setostylus bispinosus är en tvåvingeart som beskrevs av Loïc Matile 1990. Setostylus bispinosus ingår i släktet Setostylus och familjen platthornsmyggor. Inga underarter finns listade i Catalogue of Life.